# Chamaesphecia haberhaueri
Chamaesphecia haberhaueri is een vlinder uit de familie wespvlinders (Sesiidae), onderfamilie Sesiinae.
De wetenschappelijke naam van de soort is voor het eerst geldig gepubliceerd door Staudinger in 1879. De soort komt voor in het Palearctisch gebied.